# Salomea din Berg
Salomea de Berg (germană Salome von Berg, poloneză Salomea z Bergu) (ca. 1093/1101 – 27 iulie 1144) a fost o aristocrată germană și prin căsătorie Ducesă a Poloniei.
A fost fiica lui Heinrich (c. 1077–1132), contele șvab al Castelului Berg (loc lângă Ehingen, ce nu trebuie confundat cu Berg de pe Rinul Inferior), cu soția sa Adelaide de Mochental (d. 1125/27), probabil o soră a Margravului Diepold al III-lea de Vohburg. Potrivit unor surse, bunica sa paternă a fost Prințesa Sofia, unica fiică a Regelui Solomon al Ungariei cu soția sa Judith de Suabia, dar această ipoteză a fost respinsă de istoriografia modernă.
Căsătoria surorii Salomeei, Richeza, cu Ducele Vladislav I de Boemia în 1110 a modificat statutul social al relativ obscurului Conte Henry de la Castelul Berg precum și influența sa în treburile politice ale vremii. O altă soră a Salomeei, Sophia, a fost căsătorită cu un membru al dinastiei Přemyslid din Moravia, Ducele Otto II cel Negru de Olomouc, în 1113.

## Viața

### Căsătoria
Conducătorul Poloniei Bolesław al III-lea Gură Strâmbă, după ce și-a întins stăpânirea asupra Pomeraniei Orientale, a decis să-și normalizeze relațiile cu vecinii săi din sud - Boemia. Această normalizare a relațiilor a avut loc în 1114 printr-un acord încheiat pe râul de graniță dintre cele două regate, Nysa Kłodzka între Bolesław al III-lea al Poloniei și Ducii Boemiei și Moraviei din Dinastia Přemyslid: Vladislav I, Otto II cel Negru și Soběslav I, fratele mai mic al lui Vladislav. Tot atunci s-a decis și mariajul dintre Ducele de Polonia (văduv din 1112) și Salomea, o aristocrată suabă, soră a Ducesei de Boemia și Olomouc.
Negocierile pentru căsătorie dintre Bolesław III Wrymouth și Salomea de Berg, conduse de Episcopul Otto de Bamberg, s-au încheiat cu succes, evenimentul având loc cândva între martie și iulie 1115. Până la sfârșitul anului, noua Ducesă a dat naștere unui fiu cu numele de Leszek (d. 1131), primul dintre cei treisprezece copii pe care aceasta i-a dăruit soțului său.
Salomea a început să se implice activ în politica poloneză pentru a-și proteja proprii copii; ea se temea că, în conformitate cu dreptul de primogenitură al fiului său vitreg Vladislav al II-lea Exilatul, primul născut al lui Bolesław al III-lea din căsătoria acestuia cu  Zbyslava de Kiev, ar putea să-i urmeze tatălui său la domnie, iar fii săi ar ajunge astfel la mila fratelui lor vitreg, mai vârstnic. În 1125 puternicul Piotr Włostowic a fost forțat să demisioneze din poziția de Voievod și (Conte palatin); principala instigatoare a acestei decizii a fost probabil Salomea, având în vedere că acesta a fost înlocuit de Wszebor, un personaj considerat a fi mult mai dispus să-i sprijine pe fii săi împotriva lui Vladislav al II-lea.

### Testamentul lui Bolesław III
Bolesław al III-lea a murit pe 28 octombrie 1138. Prin testamentul său el a împărțit țara între copiii săi în conformitate cu principiul primului născut, dând Provincia Cracoviei primului său născut Vladislav al II-lea Exilatul. În schimb, Salomea a primit orașul Łęczyca, câteva castele și alte orașe răspândite în toată Polonia (incluzând Pajęczno, Małogoszcz, Radziejów, Kwieciszewo) și orașul ei Oprawa wdowia (Scaunul văduvei ori wittum); acesta este primul document al unui conducător polonez prin care acesta a lăsat văduvei sale o feudă personală. Termenul de Oprawa wdowia statua că beneficiara va putea să exercite deplina suveranitate asupra acelei feude pe întreaga perioadă a vieții, pierzând însă orice drept în două cazuri: dacă se va recăsători sau dacă se va călugări (abdicarea nu era luată în calcul). Cel mai mic copil al cuplului, Cazimir II cel Drept, nu a primit nicio feudă; s-a speculat că acesta s-a născut după moartea lui Bolesław al III-lea.

### Ultimii ani
De la domeniul său din Łęczyca, Ducesa Văduvă a continuat intrigile împotriva fiului său vitreg Marele Duce Vladislav al II-lea Exilatul. Totuși, ostilitățile s-au declanșat abia în 1141, când Salomea, fără știrea și consimțământul Marelui Duce, a divizat feuda Łęczyca între fiii săi. De asemenea, ea a încercat să rezolve problema căsătoriei fiicei sale mici Agnes, dorind să găsească un aliat potrivit pentru fiii săi. Cel mai convenabil candidat pentru a-i deveni ginere era Sviatoslav al III-lea, fiul lui Vsevolod al II-lea Mare Prinț de Kiev. Auzind ce se petrece la Łęczyca, Vladislav al II-lea a decis să răspundă rapid, rezultatul fiind acela că Marele Prinț de Kiev nu numai că rupt orice pact convenit cu Ducesa Văduvă, dar a aranjat  logodna fiicei sale Zvenislava cu fiul cel mare al lui to Vladislav al II-lea Exilatul, Boleslav I cel Înalt. Nunta a avut loc un an mai târziu, în 1142.
Salomea a murit în palatul său din Łęczyca pe 27 iulie 1144. Potrivit prevederilor din testamentul lui Boleslaw al III-lea, domeniul său Łęczyca a revenit la Provincia Cracoviei. În mod neașteptat, principalul său inamic, Piotr Włostowic s-a aliat cu fiii săi împotriva Marelui Duce Vladislav al II-lea Exilatul, care, după ce a reușit să-l captureze și să-l orbească pe Włostowic în 1145, a fost învins și înlăturat de la domnie de către frații săi vitregi. Cel mai în vârstă fiu supraviețuitor al Salomeei,  Boleslav al IV-lea cel Creț a devenit noul Mare Duce al Poloniei în 1146.

## Copii
- Leszek (1115–1131)
- Richeza (1116–1156), căsătorită prima oară cu regele Magnus I de Suedia în 1127, a doua oară cu Volodar prinț de Minsk în 1136 și a treia oară cu regele Sverker I de Suedia în 1148;
- Cazimir cel Bătrân (d. 1131)
- Boleslav al IV-lea cel Creț (c. 1122–1173), Duce de Mazovia din 1138, Mare Duce de Polonia din 1146 până la moartea sa;
- Mieszko III cel Bătrân (c. 1125–1202), Duce al Poloniei Mari 1138–1177 și 1182–1202, Mare Duce de Polonia 1173–1177, 1191, 1198–1199 și 1201;
- Gertrude (1126/35–1160), călugăriță la Mănăstirea Zwiefalten;
- Henry (1127/32–1166), Duce de Sandomierz din 1138;
- Dobroniega (c. 1128–1160), căsătorită cu Margravul Dietrich I de Lusatia în 1142;
- Judith de Polonia (1130/36–1171/75), căsătorită cu Margravul Otto I de Brandenburg în 1148;
- Agnes (1137–1182), căsătorită cu Mstislav II prinț de Kiev în 1151;
- Cazimir II cel Drept (1138–1194), Duce de Sandomierz din 1173, Mare Duce de Polonia din 1177 și până la moartea sa.